# Past Masters
Past Masters es un álbum recopilatorio doble que contiene las grabaciones de 1962 a 1970 en formato CD de la banda de rock The Beatles, lanzado el 7 de marzo de 1988 en los Estados Unidos. Después de la publicación en 1987 de los álbumes de estudio del Reino Unido en CD. Past Masters recoge las pistas que no fueron lanzadas en álbumes de estudio, de modo que todo el catálogo de la banda podría estar disponible en CD. Past Masters contiene todas las canciones no incluidas en los 12 álbumes originales de Reino Unido o el LP Magical Mystery Tour que fueron lanzados comercialmente por EMI desde 1962 hasta 1970. La mayor parte del álbum consiste en los lados A y B de los sencillos de la banda (incluidas las versiones individuales de canciones que aparecen diferente en los álbumes), además de todo el contenido único del Reino Unido y el EP Long Tall Sally, dos grabaciones en lengua alemana, una canción grabada para el mercado estadounidense y una pista utilizada en una compilación de caridad completan la colección. 
Past Masters se publicó inicialmente en dos CD separados, el 7 de marzo de 1988, con dos LP de vinilo combinados, el 24 de octubre de 1988 en los Estados Unidos y el 10 de noviembre de 1988 en el Reino Unido. Los CD originales fueron incluidos en The Beatles Box Set en 1988. Un juego de dos CD de ambos volúmenes, con dos nuevas mezclas estéreo fue lanzado el 9 de septiembre de 2009 como parte del proyecto de la versión remasterizada de The Beatles. Esta versión se incluyó en The Beatles Stereo Box Set. En The Beatles in Mono, un álbum titulado Mono Masters tomó el lugar de Past Masters, que contiene una lista de pistas similares en las mezclas en mono originales. Las listas de canciones del segundo disco son diferentes, lo que refleja el hecho de que las canciones más tarde se mezclaron o se lanzaron únicamente en estéreo. 
Este fue el último álbum de The Beatles editado en el formato de disco de vinilo antes de que la industria discográfica lo dejara de fabricar en grandes cantidades a favor del nuevo y novedoso disco compacto.

## Lista de canciones
Todas las pistas escritas por Lennon/McCartney excepto donde se indica lo contrario.

### Disco 1
1.-Love Me Do (Original Single Version)
2.-From Me to You
3.-Thank You Girl
4.-She Loves You
5.-I'll Get You
6.-I Want to Hold Your Hand
7.-This Boy
8.-Komm Gib Mir Deine Hand
9.- Sie Liebt Dich
10.-Long Tall Sally
11.-I Call Your Name
12.-Slow Down
13.-Matchbox
14.-I Feel Fine
15.-She's a Woman
16.-Bad Boy
17.-Yes It Is
18.-I'm Down

### Disco 2
1.-Day Tripper
2.-We Can Work It Out
3.-Paperback Writer
4.-Rain
5.-Lady Madonna
6.-The Inner Light (Harrison)
7.-Hey Jude
8.-Revolution
9.-Get Back (Single Version)
10.-Don't Let Me Down
11.-The Ballad of John and Yoko
12.-Old Brown Shoe (Harrison)
13.-Across the Universe (Wildlife Version)
14.-Let It Be (Single Version)
15.-You Know My Name (Look Up The Number)

## Lanzamiento remasterizado
Ambos volúmenes de Past Masters fueron lanzados en un juego de dos CD, como parte del catálogo remasterizado de The Beatles el 9 de septiembre de 2009, con dos canciones anteriormente publicadas únicamente en mono se compilaron en estéreo: "From Me to You" y "Thank You Girl". También se incluyó en The Beatles Stereo Box Set.

### Mono Masters
Una compilación en mono llamada Mono Masters fue incluida como parte de la caja recopilatoria "The Beatles in Mono". La premisa de esta recopilación fue solo para recopilar el material de The Beatles, que fue lanzado o preparado en una mezcla mono (la recopilación excluye álbumes posteriores y lanzados solo en estéreo). Como resultado, la lista de canciones de Mono Masters difiere a la de Past Masters en la segunda mitad del disco dos, la omisión de algunas canciones que nunca tuvieron una mezcla mono, y la adición de varias canciones lanzadas solamente en estéreo para álbumes que tenían una mezcla mono inédita. Las pistas 9-12 y 15 se elaborarón en marzo de 1969 para lanzarlo en mono como un EP 7" Yellow Submarine, pero debido a la mala recepción del álbum completo, el proyecto fue abandonado. Posteriormente, las pistas fueron lanzadas únicamente en estéreo mientras que la verdadera mezcla mono permaneció inédita. "Get Back" (con el lado B "Don't Let Me Down") fue el último sencillo de The Beatles mezclado para el formato mono. Fue lanzado en el Reino Unido en mono, aunque el lanzamiento en EE. UU. fue en estéreo. Así, los sencillos estéreo incluidos en Past Masters, se omitieron en esta versión. 
1. "Only a Northern Song" (Harrison) - 3:26 
  - Mezcla mono inédita de abril de 1967
2. "All Together Now" - 2:12 
  - Mezcla mono inédita de mayo de 1967
3. "Hey Bulldog" - 3:15 
  - Mezcla mono inédita de febrero de 1968
4. "It's All Too Much" (Harrison) - 6:22 
  - Mezcla mono inédita de 1967
5. "Get Back" - 3:11
6. "Don't Let Me Down" - 3:33
7. "Across the Universe" (Versión Wildlife) - 3:50 
  - Mezcla mono inédita de 1968
8. "You Know My Name (Look Up the Number)" - 4:24